# Pe-2轟炸機
佩-2型輕轟炸機，是二次大戰時最著名的蘇聯轟炸機，衍生的佩-3／佩-2I型更是蘇聯當時唯一的雙發雙座重戰鬥機。

## 歷史
在1938年佩特利亞科夫在重型Pe-8轟炸機成功後，即著手開發一種雙發雙座式高空重戰鬥機，原形機代號VI-100，後又修改為三座水平輕轟炸機，又加上了一個俯衝制動器，可以兼用作俯衝轟炸機，在1939年12月22日試飛成功性能優異並以Pe-2更名量產服役。
又在1941年回復起初的重戰鬥機設計，把俯衝制動器換成了空戰襟翼，又安裝了固定的機炮和機槍，稱為Pe-3並兼用作長程偵察機。
在蘇德戰爭爆發後，本機即受到重視和大量生產，因為Pe-2有較高速度和高度，能滲透德國的防空系統進行阻截德國增兵，而且修改型Pe-3是蘇聯開戰初期唯一能攔截德國高空轟炸機的戰鬥機受到蘇聯空軍好評，成為在以中低空輕戰鬥機為主的蘇聯空軍中的另類選擇。

## 各種亞型
因為在蘇聯寒冷的氣候中，本機出現了類似P-38在寒冷的高空作戰問題，在1943年推出了使用增壓座艙稱Pe-2VI，稍後的Pe-2I更使用新的M-107A發動機。此兩型雖然名為Pe-2，但實際上如同Pe-3被當作戰鬥轟炸機使用。
專用的偵察機型稱為Pe-2R，大戰末期本機也曾經被用作火箭發動機的實驗機。
Pe-2UT為教練機。
Pe-3R是夜間戰鬥機。

## 評價
本機是戰時蘇聯飛機中的另類代表，完全不像其他戰時機型簡陃，性能也足和P-38或Bf 110匹敵。
雖然以Pe-2的構造，安裝雷達完全不成問題，但僅有少數能像P-38、Bf 110或蚊式等類似的雙引擎戰機，改裝成為夜間戰鬥機（Pe-3R）。
除了是因為蘇聯電子科技較美英德稍遜，在1939年紅軍才開始使用新問世的國產防空雷達。更嚴重的問題是在雷達成為空軍標準裝備後，當時的蘇聯紅軍要求戰鬥機完全依賴地面雷達站提供情報，反映其作戰方式侷限於「飛行員不過是戰鬥員」的陳腐觀念，無法讓戰鬥機使用其空中高度優勢發現敵人，甚至拖慢了蘇聯發展預警機和全天候戰鬥機的進度。

## 結構與外形
標準佩-2型為三座輕轟炸機，佩-3戰鬥機為雙座重戰鬥機，佩-2的第三位乘員是機首下方的火力管制員，呈下單翼雙發雙垂直尾翼佈局，全金屬結構，使用三葉式螺旋槳。

## 參數
- 幾何尺寸（米）：翼展17.2，長度12.6，高度3.5，通常起飛重量7700公斤。
- 發動機：最常見是中期型M-105R，功率925千瓦，開戰時使用的早期的M-105，功率820千瓦，而最後使用Vk-107發動機，功率達1230千瓦。
- 飛行性能（隨發動機升級而進步）：最大速度每小時540(M-105) /580(M-105F)

/655(M-107A)公里，升限 8000-11000公尺，航程 1200（機內載油）-2300（使用副油箱）公里，起飛降落距離400米。

## 武裝
- Pe-2：可載彈3000公斤，有四挺機槍自衛，裝甲較厚，早期後座無機槍，後來改裝手動的UB航空機槍座，由通信員兼用機槍手。
- Pe-3：四門前方固定20毫米機炮，後向機炮用炮塔方式防護射手和以機械控制瞄準，亦可以在彈艙改放照相機艙。